# I figli di Sanchez
I figli di Sanchez (The Children of Sanchez) è un film drammatico del 1978 diretto da Hall Bartlett 
basato sul libro omonimo di Oscar Lewis. Il film è stato inserito nell'11º Festival Internazionale del Film di Mosca.

## Trama
Jesús Sanchez vive lottando contro la povertà che lo circonda. Pur essendo un gran lavoratore che sente il dovere di sostenere finanziariamente la sua famiglia, è ancora un uomo aggressivo, prepotente e donnaiolo. Il suo conflitto principale è con sua figlia Consuelo, una ragazza ribelle che tenta di liberarsi dall'opprimente autorità paterna e di sfuggire al suo ruolo di figlia rispettosa per seguire i propri sogni. A Consuelo piace parlare con sua nonna Paquita, che le consiglia segretamente di trovare un uomo e di sposarsi, unico modo in cui la ragazza, povera e ignorante, può sfuggire a suo padre.

## Colonna sonora
La colonna sonora del film, intitolata Children of Sanchez , è stata creata dal musicista jazz Chuck Mangione. 
La sua canzone di apertura vinse il Grammy Award per la migliore performance strumentale pop di quell'anno.